# جارفيس كوكر
جارفيس كوكر (بالإنجليزية: Jarvis Cocker)‏ هو عازف قيثارة ومغني ومغن ومؤلف وموسيقي وملحن وممثل بريطاني، ولد في 19 سبتمبر 1963 بشفيلد في المملكة المتحدة.

## أعمال

### أفلام
- (2005) هاري بوتر وكأس النار
- (2009) السيد فوكس الرائع

## وصلات خارجية
- جارفيس كوكر على موقع IMDb (الإنجليزية)
- جارفيس كوكر على موقع ميوزك برينز (الإنجليزية)
- جارفيس كوكر على موقع رولينغ ستون (الإنجليزية)
- جارفيس كوكر على موقع إن إن دي بي (الإنجليزية)
- جارفيس كوكر على موقع أول ميوزيك (الإنجليزية)
- جارفيس كوكر على موقع ديسكوغز (الإنجليزية)
- جارفيس كوكر على موقع قاعدة بيانات الفيلم (الإنجليزية)